# Centella difformis
Centella difformis är en flockblommig växtart som först beskrevs av Christian Friedrich Frederik Ecklon och Carl Ludwig Philipp Zeyher, och fick sitt nu gällande namn av Robert Stephen Adamson. Centella difformis ingår i släktet centellor, och familjen flockblommiga växter. Inga underarter finns listade i Catalogue of Life.